# 线粒体基因组
线粒体基因组 指的是线粒体内的所有遗传物质。线粒体是真核细胞内能通过半自主复制进行繁殖的细胞器 。
组成线粒体基因组的遗传物质在结构上与原核生物遗传物质相似。线粒体染色体是环状DNA分子，但与原核生物不同的是，其要小得多并有多个拷贝。这种相似性支持线粒体为细胞内共生细菌的假说，例如内共生学说。
有性生殖物种的线粒体通过母系遗传。通过这种方式，线粒体遗传性疾病可以影响雄性和雌性，但只能通过雌性遗传给她的后代。人类线粒体基因组包含16,569碱基对，编码13个蛋白质、22个tRNA和2个rRNA。
与核基因组相比，线粒体基因组有如下有趣的性质：
- 所有的基因都位于一个单一的环状DNA分子上。
- 遗传物质不为核膜所包被。
- 线粒体DNA不为蛋白质所压缩。
- 基因组没有包含那么多非编码区域（垃圾DNA或“内含子”）。
- 一些密码子与通用密码子不同。相反，与一些紫色非硫细菌相似。
- 一些碱基为两个不同基因的一部分：某碱基作为一个基因的末尾，同时作为下一个基因的开始。